# Amphidelus sylvaticus
Amphidelus sylvaticus is een rondwormensoort uit de familie van de Alaimidae. De wetenschappelijke naam van de soort is voor het eerst geldig gepubliceerd in 1965 door Siddiqi & Basir.